# Chlazení počítače
Chlazení počítače je činnost nutná k odvedení přebytečného tepla od součástek počítače, aby byla zajištěna jeho funkčnost v rámci technicky přípustné provozní teploty a zamezilo se poruchám z důvodu přehřátí počítače. Jednotlivé součástky jsou konstruovány tak, aby vytvářely co nejméně tepla například snižováním příkonu, přesto produkují tepla tolik, že je nutné odvést ho ven. K odvedení tepla slouží nejčastěji kovové chladiče (pasivní) měděné nebo ze slitiny hliníku kvůli pevnosti, lehkosti a hlavně ceně, na které se dají připevnit malé plastové ventilátory (aktivní). Dále je možné využít kapalinové chlazení (nejčastěji je jako médium odvádějící teplo využívaná destilovaná voda nebo voda upravená tak, aby nebyla elektricky vodivá) nebo v extrémních případech kapaliny pod bodem mrazu (kapalný dusík nebo oxid uhličitý). Výrobci chlazení do počítačů vyvíjí co nejlepší tvary chladičů, aby byl odvod tepla co nejefektivnější.
V dobách prvních elektronkových počítačů bylo nutné k účinnému chlazení vyměňovat značný objem vzduchu, k čemuž sloužily letecké vrtule; ve speciálních případech i zkapalněný dusík nebo oxid uhličitý. Dnešní sálové počítače se chladí klimatizací celé místnosti nebo jako běžné stolní PC mikropočítače, to znamená za použití kovové základny a ventilátoru.

## Zdroje tepla
- Procesor – Nejvíce odpadního tepla zde vzniká při přepínání stavů tranzistorů během provádění jeho početních operací.
- Základní deska – Zde mají největší podíl napájecí obvody, které jsou složeny z tranzistorů, poté čipset, pak přídavné čipy, jako zvukový kodek, síťový čip a další, a pak třeba rezistory ad.
- Grafická karta – Zde nejvíc tepla produkuje GPU, pak napájecí obvody, poté paměti a pak součásti typu rezistorů a další.
- Pevný disk – Nejvíce tepla zde vytváří malý elektromotor, který otáčí disk.
- Zdroj – Jedná se o zařízení, které se nachází na konci chladicího systému, nicméně jím produkované teplo se může přes skříň přenášet i do prostoru skříně. Odpadní teplo zde vzniká především v transformátoru, usměrňovači a tranzistorech.
- Operační paměť – Tato součást vyzařuje obvykle o poznání méně tepla než ostatní součásti, přesto díky ploše a umístění obtížně chladí a tak mnohdy díky tomu dosahují teploty 60–70 °C a více.
- Další součásti jako je např. zvuková karta a další doplňkové komponenty, které jsou do počítače montovány fakultativně dle potřeb uživatelů a které většinou mají malý zdroj tepla.

## Typy chlazení

### Pasivní chlazení

#### Popis

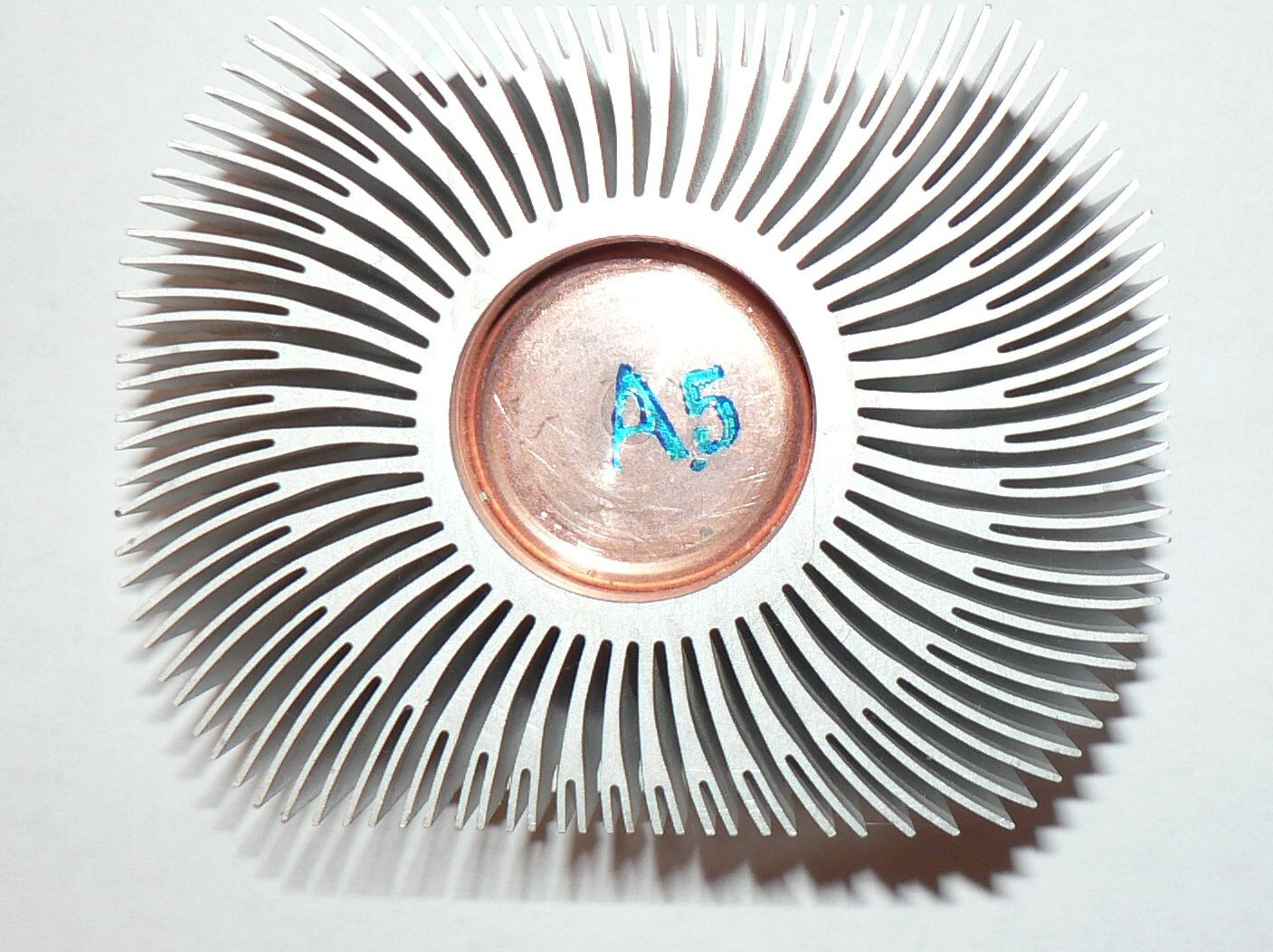
Příklad pasivního chladiče

Pasivní chladič je kovová nepohyblivá součástka, která má na sobě navařená žebra pro zajištění co největší plochy z důvodu lepšího předávání tepla okolnímu vzduchu. U menších verzí chladičů může jít o výrobek zhotovený z jednoho kusu kovu. Jedná se o součástku vyrobenou frézováním, upravenou laserem nebo jinak. Pasivní chladiče jsou až na výjimky (zakázkové a výroční chladiče) vyrobeny buďto z mědi (dražší) nebo z hliníku (levnější), případně kombinace obou. Často se kombinuje měď jako základna a hliník na žebra, pro dosažení dobrého poměru cena/chladicí efekt, anebo se případně mezi základnu a žebra přidávají heatpipes pro lepší odvod tepla (uvnitř je kapalina). Hliník je levnější, lehčí, pevnější, ale má znatelně menší tepelnou vodivost a je křehčí, díky tomu se používá buďto u levných variant chladičů anebo se používá k výrobě žeber. Měď se oproti němu používá u dražších chladičů a dají se zde použít žebra s menší tloušťkou, nezlomí se tak snadno jako žebra hliníková. Poslední dobou se použití heatpipes stalo žádané a tak mnohdy se dávají zbytečně jenom proto, aby chladiče vypadaly "cool", celkový technický přínos je ale v tomto případě spekulativní (snížení teploty jednoho čipu, zvýšení druhého). Nic to ale nemění na faktickém přínosu této technologie, jedná se o rychlejší přenos odpadního tepla z malé plochy pryč od jeho zdroje.
Pasivní chladiče bývají vyrobeny ze slitin hliníku, stále více se však rozšiřují i měděné chladiče, protože měď má výrazně vyšší tepelnou vodivost. Měděné chladiče mohou mít žebra s menší tloušťkou (nezlomí se tak snadno jako hliníková). V poslední době se také více uplatňují tzv. heatpipes, což jsou měděné válce, které dobře vedou teplo a odvádějí jej např. od pasivního chladiče na Northbridge, který je umístěn blízko přídavných karet, směrem k „otevřenému prostranství“ k Southbridge kde je teprve umístěn aktivní chladič.
Pasivní chlazení je zcela bezhlučné, neobsahuje žádný ventilátor. Aby bylo dosaženo stejného chladicího efektu, musí být chladič podstatně větších rozměrů, než by tomu bylo u chladiče aktivního. Kvůli tomu může někdy být výsledná cena pasivního chladiče vyšší než u chladiče aktivního.

#### Heatpipes
Měděné válce s póry částečně naplněné kapalinou. Používají se pro převod tepla od základny chladiče (kontakt s čipem) k žebrům chladiče, které jsou umístěny dál od základny a více ve volném prostoru a díky tomu se mohou lépe chladit. Standardní průměr bývá 6 mm, ale někdy se používají průměry větší než 6 mm zejména pro použití u grafických karet a procesorů s vysokým vyzářeným tepelným výkonem (vysokou teplotu).
Používají se na chladičích:
- procesorů – u CPU se klade důraz na to, aby předal teplo pokud možno do cesty ventilátoru v zadní pozici skříně nebo zdroje
- grafických karet – zde se teplo snaží rovnoměrně roznést pro celé ploše chladiče (u výkonnějších je velikost rovna velikosti karty), aby docházelo k co největší efektivitě
- čipsetů – většinou se rozptyluje teplo mezi napájecími obvody a Northbridge, případně se Southbridge
- výjimečně pak jinde, většinou pro vzhled

Existují i ploché heatpipes většinou na základních deskách pro nižší profil, pod přídavnými kartami není moc místa a musí vést nad rezistory a dalšími čipy, díky tomu mnohdy mají pouze okolo 5 mm prostoru. Nebo se používají u grafických karet na spodní straně chladiče pro rychlý odvod tepla ke koncům chladičů. Začínající technologií je vapor chamber, která vychází z "ploché" heatpipes, ale má podstatně větší plochu (klidně 5x10 cm a víc), která se používá pouze u grafických karet pro lepší, menší a účinnější chlazení karty.

### Aktivní chlazení

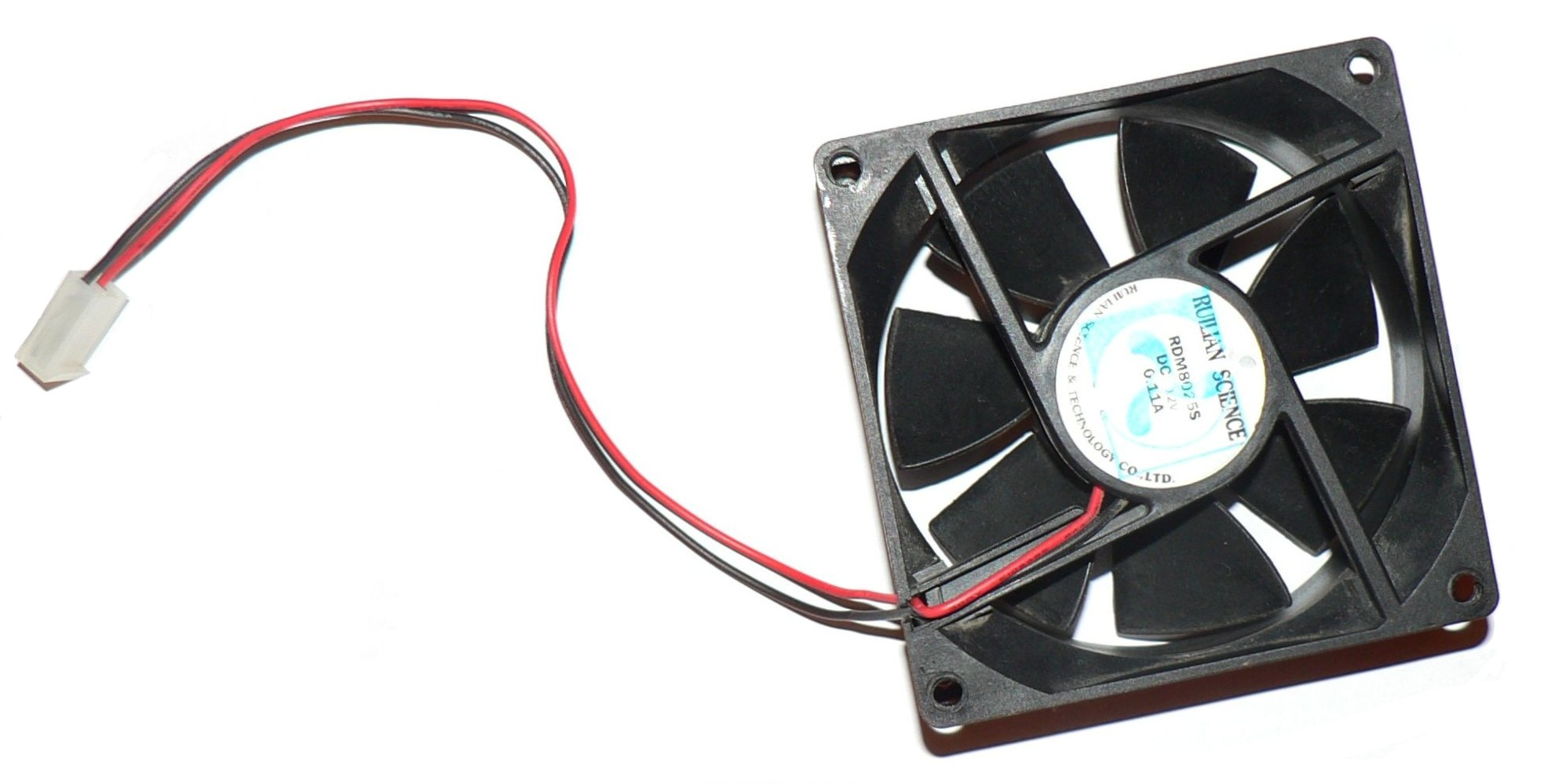
Aktivní chladič ze zdroje

Aktivní chlazení je prováděno proudícím vzduchem. Proud vzduchu je obvykle vytvářen ventilátorem. Nejvíce používané ventilátory v počítačích mívají rozměry o hraně 80, 90/92 nebo 120 mm a 550–4000 otáčkách za minutu, dnes jsou preferovány nízkootáčkové ventilátory 700–1500 RPM a větší velikosti. Aktivní chlazení je použito pro chlazení procesoru, grafické karty, zdroje nebo pevných disků, případně některé součástky mohou být chlazeny proudem vzduchu vytvořeným poblíž některého dalšího větráčku (na procesoru atd.). Pomocí aktivních chladičů se vytváří tzv. „tunely“, v principu jde o dosažení lepšího proudění vzduchu skříní (na přední části je jeden aktivní chladič který nasaje vzduch do skříně, ten se zde ohřeje a zdrojem nebo dalším aktivním chladičem pod zdrojem je vysáván mimo skříň). Většinou platí, že čím víc má RPM, tím je hlučnější (udáváno v dB nebo Sone).
Díky zvýšenému průtoku vzduchu způsobeným ventilátorem je potřeba podstatně menší plochy (velikosti) chladiče a díky tomu jsou nižší náklady na výrobu chladiče, i když je součástí ventilátor.
S rozměry při stejných otáčkách roste průtok vzduchu.
RPM je anglická zkratka pro otáčky za minutu
| Rozměr         | 50 mm                        | 80 mm                       | 90/92 mm                 | 120 mm                           | 140 mm                      |
| Otáčky         | 2500–4500 RPM                | 600–4800 RPM                | 600–4500 RPM             | 400–3500 RPM                     | 500–2400 RPM                |
| Hlučnost       | 20–27 dB                     | 16–49 dB                    | 13–47 dB                 | 8–45 dB                          | 10–42 dB                    |
|                |                              | 0,07–0,4 Sone               | 0,08–0,6 Sone            | 0,05–0,6 Sone                    |                             |
| Průtok vzduchu |                              | 14–73 CFM                   | 25–93 CFM                | 24–133 CFM                       | 30–105 CFM                  |
| Využití        | čipsety a nízko odběrové GPU | zdroje, CPU, větrání skříně | CPU, GPU, větrání skříně | zdroje, CPU, GPU, větrání skříně | zdroje, CPU, větrání skříně |

Ještě existují velikosti 25 mm, 40 mm, 45 mm, 60 mm, 70 mm, 100 mm, 130 mm, 172×150 mm, 175×175 mm, 180×180 mm, 220×220 mm, 250×250 mm a další…
Je dobré dát pozor na manipulaci s točícími ventilátory, kvůli možnosti poranění kůže (seknutí, odseknutí vrchní kůže,…).

### Kombinované chlazení
Kombinované chlazení je použito nejčastěji, jde o pasivní chladič na kterém je nasazen chladič aktivní, který vytváří proud vzduchu procházející pasivním chladičem. Použití kupř. na procesorech (CPU, GPU) nebo i na Northbridgích.

### Vodní chlazení
Vodní chlazení vzniklo z nedostatku vhodného chlazení pro počítače s nástupem výkonných sestav někdy po roce 2000. Nyní jeho časté používání zpomalují levnější, avšak stejně výkonné kombinované chladiče hlavně čtyř velkých firem: Zalman, Thermaltake, PrimeCooler a částečně Nexus. Vodní chlazení je uzavřená soustava, ve které probíhá chladicí médium – kterým je voda (nejlépe destilovaná).
Okruh sestává z čerpadla, chladičů na jednotlivé chlazené komponenty (CPU, GPU, HDD, paměti RAM atd.), velkého pasivního chladiče (tzv. „radiátor“), který může obsahovat i chladiče aktivní a případně může být v obvodu i expanzní nádoba, díky níž se dá lépe kontrolovat a doplňovat voda. Prodávají se jak kompletní sestavy, tak jednotlivé díly pro vlastní sestavení vodního okruhu.
Vodní chlazení pouze pomáhá přesouvat velká kvanta tepla z uzavřených a pro vzduch těžko dostupných míst na místa pro chlazení vhodnější. Nutnost předat nějak vygenerované teplo vzduchu zůstává i nadále. Díky možnosti přesunu tepla na vhodnější místo lze však s pomocí vodního okruhu chladit sestavu mnohem efektivněji.
Prakticky u všech sestav lze dosáhnout dokonce pasivního chlazení (radiátor bez ventilátoru), umístění a velikost radiátorů však musí zcela odpovídat. U herních sestav by tyto radiátory byly opravdu veliké, mnohem častější je tedy použití menších radiátorů s připevněnými ventilátory, které se vejdou dovnitř skříně. Radiátor bývá typicky umístěn na boku skříně či na jejích vrchu, kde má přímý přístup k čerstvému vzduchu.
Vodní chlazení je nejdražším běžným způsobem chlazení (nepočítáme-li speciality typu dusík). Na trhu se již nachází cenově přijatelná all-in-one řešení, neobsahující v okruhu zvlášť čerpadlo (to je vestavěné např. v CPU bloku) ani expanzní nádobku (ta je vestavěná např. v radiátoru). Spolehlivost těchto řešení však nedosahuje řešení stavěných z dílů. Vodní chlazení může trpět na časem vzniklé netěsnosti, zastarávání materiálu, problematické doplňování kapaliny, chladicí kapalina pomalu rozleptávající hadice či bloky.
Vodní chlazení je zároveň velmi oblíbené u PC nadšenců díky širokým možnostem moddingu. Často se použijí průhledné hadice, průhledná expanzní nádobka nejrůznějších tvarů s podsvícením, světlocitlivá kapalina s výraznou barvou, UV světla a podobně.
Vodní chlazení vyrábí i některé české firmy.

### Kapalina s teplotou pod 0°C
Většinou se používá kapalný dusík nebo oxid uhličitý pro extrémní chlazení komponent (CPU, GPU a další..), většinou za účelem dosažení co největšího přetaktování a tak vytvoření rekordu. Nejde o vůbec levné chlazení, cena 10 000 Kč za jednu tlakovou lahev není nic neobvyklého, proto si to může dovolit buďto bohatý člověk, na jednorázovou akci (třeba Invex), případně redakce a atd. Je potřeba dávat pozor, protože dochází k manipulaci s chladnou kapalinou, co může způsobit poranění. (Polití (neplatí pro ponoření) tekutým dusíkem nezpůsobuje zranění.)

### Ostatní způsoby
Za další výkonnou metodu chlazení, i když trošku atypickou, můžeme považovat i tzv. "chování počítače v akvárku". V podstatě se do speciálně upravené nádoby s komponenty nalije olej. Ten má větší měrnou tepelnou kapacitu než vzduch, tím pádem chladí lépe. Nemusíte se obávat, že by počítač "vybouchl", neboť olej nevede elektrický proud. Destilovaná voda poslouží taky dobře, protože ani ta nevede elektřinu. Ale zde je možnost, že během běhu tohoto zařízení se do této vody dostane příměs, která zapříčiní elektrickou vodivost vody (například rez či oxid uhličitý).

## Uchycení
Uchycení chlazení k čipům se obvykle provádí teplovodivým lepidlem; pokud jsou k dispozici otvory v PCB, tak pomocí šroubů, plastových šroubů, spon a dalších spojovacích součástí. Pro dosažení maximálního přenosu tepla a snížení teplot je zapotřebí, aby uchycení bylo pevné, proto je potřeba toto pozorně navrhnout. Mnohé problémy s nestabilitou součástek jsou způsobeny nedostatečným chlazením, a to mnohdy právě nesprávným uchycením.
Dnes se běžně mezi chlazenou součást a chladič vkládá teplovodivá pasta pro lepší vzájemný kontakt obou částí. Vyplní vzduchové mezery, které by jinak fungovaly jako dobrý izolant tepla. Nedoporučuje se použití lepidel jako sekundové lepidlo a další, které mnohdy samy o sobě fungují částečně jako izolant, načež chladič není plně využit a mohou tak vznikat problémy.

## Způsob chlazení
Způsob (logika) chlazení komponent může být mnohdy dosti individuální. Třeba chlazení každé součástky zvlášť nebo vedení proudu vzduchu tak, aby chladil všechny potřebné součásti najednou, jedná se o cílené proudění vzduchu.
Nejjednodušší způsob chlazení dnes používaný u skříní PC je nasávání na přední straně (buďto celá nebo přes HDD), poté okolo a před grafickou kartou směrem k procesoru a zdrojem ven. Většina ostatních typů chlazení staví na tomto osvědčeném základu.